# حنان (فلم)
حنان هو فيلم مصري تم إنتاجه عام 1944، إخراج كمال سليم و بطولة تحية كاريوكا، فتحية أحمد.

## فريق العمل
إخراج: كمال سليم
تأليف:
- بديع خيري
- كمال سليم

إنتاج: جبرائيل تلحمي

## بطولة
- تحية كاريوكا
- فتحية أحمد
- ميمي شكيب
- إبراهيم حمودة
- بشارة واكيم
- سراج منير
- فؤاد فهيم
- إدمون تويما
- عبد المنعم إسماعيل
- عبد الفتاح القصري
- رياض القصبجي

## روابط خارجية
- مقالات تستعمل روابط فنية بلا صلة مع ويكي بيانات